# 18 septembre 1934
Le mardi 18 septembre 1934 est le 261e jour de l'année 1934.

## Naissances
- Ángel Aranda (mort le 4 juillet 2000), acteur espagnol
- Eddie Jones (mort le 6 juillet 2019), acteur américain
- Jan Caubergh (mort le 29 novembre 2013), criminel belge
- Kurt Malangré (mort le 4 octobre 2018), politicien allemand

## Décès
- Adolphe Augustin Rey (né le 28 février 1864), architecte français
- Alfred Brust (né le 15 juin 1891), écrivain allemand
- François-Xavier Cloutier (né le 2 novembre 1848), homme d'Église canadien
- Jules Moineau (né le 15 janvier 1858), anarchiste belge

## Événements
- Entrée de l'URSS à la Société des Nations. Représentant son pays à la SDN, le commissaire soviétique chargé des Affaires étrangères, Maxim Litvinov, n’a de cesse entre 1934 et 1939 que les puissances occidentales fassent front contre le fascisme.